# Arthur Kullmer

Arthur Kullmer mit Eichenlaub zum Ritterkreuz des Eisernen Kreuzes

Arthur Kullmer (* 27. August 1896 in Großbockenheim; † 28. März 1953 in Asbest) war ein deutscher General der Infanterie im Zweiten Weltkrieg. Er war ab Oktober 1944 Träger des Ritterkreuzes, später auch mit Eichenlaub.

## Leben

### Kaiserreich und Erster Weltkrieg
Kullmer besuchte die Lateinschule in Grünstadt und trat am 17. August 1914, während des Ersten Weltkriegs, als Freiwilliger in die Preußische Armee ein. Er tat dies nicht in seiner bayerischen Heimat, sondern im benachbarten Großherzogtum Hessen – vermutlich weil er noch minderjährig war – und kam zum Infanterie-Regiment „Prinz Carl“ (4. Großherzoglich Hessisches) Nr. 118 im nahen Worms. Ab Oktober 1914 ging er an die Front, lag Ende des Jahres krank im Lazarett und wurde ab Februar 1915 wieder eingesetzt. Im Herbst 1915 verwundet, wechselte er schließlich in die Bayerische Armee. Zuerst kam Kullmer zum Ersatz-Bataillon des 7. Infanterie-Regiments „Prinz Leopold“. Hier avancierte er zum Offiziersanwärter und am 17. Januar 1916 zum Unteroffizier; dann ging er wieder an die Front. Im 7. Infanterie-Regiment erhielt er mit Datum vom 10. Juli 1916 seine Beförderung zum Leutnant. Im Spätsommer 1916 wurde er, inzwischen mit dem Eisernen Kreuz II. Klasse ausgezeichnet, erneut verwundet, kam 1917 zurück an die Front und erhielt 1918 auch das Eiserne Kreuz I. Klasse. Überdies hatte er im Verlauf des Krieges auch das Verwundetenabzeichen in Schwarz, den Bayerischen Militärverdienstorden IV. Klasse mit Schwertern sowie die Hessische Tapferkeitsmedaille erhalten.

### Weimarer Republik
Nach Kriegsende wurde Kullmer in die Reichswehr übernommen. Zunächst diente er im Übergangsheer beim Reichswehr-Infanterie-Regiment 47; bei Bildung des 100.000-Mann-Heeres kam er zum 20. (Bayerisches) Infanterie-Regiment, wo er ab Frühjahr 1924 als Zugführer in Regensburg Verwendung fand. Am 1. Oktober 1924 wurde er Adjutant des I. Bataillons dieses Regiments und avancierte am 1. April 1925 zum Oberleutnant. Diese Position behielt er die nächsten Jahre, bevor man ihn 1929 in die 13. (Minenwerfer) Kompanie der Einheit versetzte. Am 1. April 1930 ernannte man ihn zum Chef der 16. Kompanie des 20. (Bayerisches) Infanterie-Regiments, welche in Amberg lag. Als solcher wurde er am 1. Februar 1931 zum Hauptmann befördert. In dieser Position blieb er mehrere Jahre.

### Zeit des Nationalsozialismus
Am 1. April 1934 wurde er Regimentsadjutant des 20. (Bayerisches) Infanterie-Regiments – zum 1. Oktober umformiert in Infanterie-Regiment Regensburg. Beim Übergang zur Wehrmacht (seit 16. März 1935) setzte sich sein beruflicher Aufstieg fort. Am 1. Januar 1936 erhielt Kullmer die Beförderung zum Major und wurde als solcher am 6. Oktober 1936 Kommandeur des III. Bataillons im Infanterie-Regiment 91 in Lindau (Bodensee), am 10. November 1938 Adjutant im Generalkommando des VII. Armeekorps. In dieser Funktion beförderte man ihn am 1. Februar 1939 zum Oberstleutnant und er nahm nach dem Beginn des Zweiten Weltkriegs am Überfall auf Polen und am Westfeldzug teil. Dabei erhielt Kullmer die Wiederholungsspangen beider Stufen des Eisernen Kreuzes. Mit Datum vom 1. August 1940 wechselte er in Frankreich als Adjutant zum Generalkommando des XXVII. Armeekorps und wurde schließlich zum Kommandeur des Infanterie-Regiments 331 ernannt. Diese Einheit befehligte er ab Juni 1941 beim Angriff auf Mittelrussland, wo er am 1. Oktober 1941 zum Oberst avancierte. Für die Leistungen in der Führung seines Regiments bei den schweren Abwehrkämpfen im Winter 1941/42 erhielt Kullmer am 14. Januar 1942 das Deutsche Kreuz in Gold. Am 1. November 1942 beauftragte man den Offizier mit dem Kommando der 106. Infanterie-Division. Seine Beförderung zum Generalmajor erfolgte am 1. Januar 1943; gleichzeitig übernahm er die Führung der 296. Infanterie-Division und wurde zum 1. September 1943 Generalleutnant. Für vorbildliche Führung bei den Kämpfen im Raum Orel und Brjansk verlieh man Kullmer am 27. Oktober 1944 das Ritterkreuz des Eisernen Kreuzes. Er befehligte die 296. Infanterie-Division bis kurz vor deren Ende im Kessel von Bobruisk. Am 20. Juni 1944 wurde er in die Führerreserve versetzt; ab 1. August 1944 zum Kommandeur der 558. Grenadier-Division ernannt, die er bei den Abwehrkämpfen in Ostpreußen führte. Bei der Umbenennung der Einheit in 558. Volksgrenadier-Division blieb er weiter der Kommandeur. Für den Einsatz der Division bei Suwałki wurde Kullmer am 28. Februar 1945 mit dem Eichenlaub zum Ritterkreuz des Eisernen Kreuzes ausgezeichnet. Im März 1945 ging die Masse der 558. Volksgrenadier-Division im Kessel von Heiligenbeil unter. Kullmer übernahm die Führung des XXXXIII. Armeekorps und erhielt am 20. April 1945 die Beförderung zum General der Infanterie.

### Gefangenschaft und Tod
Bei Kriegsende geriet Kullmer bei Wien in US-amerikanische Kriegsgefangenschaft, wurde aber am 13. Mai 1945 an die Sowjets ausgeliefert und in die Sowjetunion deportiert. Am 17. Oktober 1947 veröffentlichte die Staatsanwaltschaft der UdSSR ein Kommunique über den Abschluss von Untersuchungen zu Kriegsverbrechen und nannte u. a. Arthur Kullmer, gegen den zusammen mit einigen anderen in Kürze Verhandlungen vor verschiedenen Militärgerichten beginnen würden. Der Prozess, nach heutigen Maßstäben ein politischer Schauprozess, fand in Gomel vom 15.–22. Dezember 1947 statt. Angeklagt waren 16 Wehrmachtsangehörige, darunter die Generale von Eberhard von Kurowski, Günther Klammt und Arthur Kullmer. Aufgrund eines Dekrets des Präsidiums des Obersten Sowjet vom 26. Mai 1947 wurde zuvor die Todesstrafe abgeschafft und Arthur Kullmer wurde zur Höchststrafe von 25 Jahren Arbeitsbesserungslager verurteilt.
Er verstarb infolge der Haftbedingungen am 28. März 1953, im Lager Nr. 476 in Asbest bei Swerdlowsk.

## Gedenken
Zur Erinnerung an den einzigen General aus Bockenheim an der Weinstraße hat man in seinem Geburtsort 1953 die „Obere Bahnhofstraße“ in „General-Kullmer-Straße“ umbenannt.